# Min syster kan grekiska
Min syster kan grekiska är en svensk film från 1981 med regi och manus av Olivier Rahmat.

## Om filmen
Filmen spelades in under 1980 i Stockholm med Jörgen Persson som fotograf. Filmen hade premiär i Sveriges Television den 22 september 1981.

## Handling
Filmen porträtterar en grekisk familj som invandrat till Sverige. Mamman i familjen vill resa tillbaka till Grekland medan sonen Manos vill stanna. En konflikt utvecklas mellan föräldrarna och Manos blir ett slags budbärare i denna.

## Rollista (urval)
- Vangelis Kazan – Jannis
- Giorgos Iordanidis – Manos, hans son, 13 år
- Parthena Xilotidou – Eleni, Manos mamma, städerska
- Caterina Toutoutzoglou – Caterina Toutoutzoglou, grannflickan
- Lefteris Drakos – Christos, Manos farbror
- Nikos Hatzakos – Nikos, Manos farbror, taxichaufför
- Andreas Linardatos – Vassilis
- Vassiliki Chryssanthou – Maria, Vassilis hustru
- Björn Granath
- Jan Lindell
- Mari Molander
- Vivian Gude
- Marie Öhrn
- Jannis Hassiotis
- Jannis Karagounis
- Jannis Kirikidis
- Euristhenis Tsalios – Euristhenis, radiohandlaren

### Fotnoter
1. 1 2 3  ”Min syster kan grekiska”. Svensk Filmdatabas. http://sfi.se/sv/svensk-filmdatabas/Item/?itemid=5887&type=MOVIE&iv=Basic&ref=/templates/SwedishFilmSearchResult.aspx?id%3d1225%26epslanguage%3dsv%26searchword%3dMin+syster+kan+grekiska%26type%3dMovieTitle%26match%3dBegin%26page%3d1%26prom%3dFalse. Läst 15 maj 2013.